# ميكي جيمس
ميكي لاري جيمس (بالإنجليزية: Mickie Laree James) (ولدت في 31 أغسطس 1979), ومعروفة باسم ميكي جيمس فقط، هي مصارٍِعة أمريكية محترفة في الاتحاد العالمي للمصارعة الترفيهية (WWE) وكانت تلعب في عرض تي ان اي و الآن عادت إلى WWE و بتحديد في عرض راو

## روابط خارجية
- ميكي جيمس على موقع IMDb (الإنجليزية)
- ميكي جيمس على موقع ميوزك برينز (الإنجليزية)
- ميكي جيمس على موقع إن إن دي بي (الإنجليزية)
- ميكي جيمس على موقع ديسكوغز (الإنجليزية)
- ميكي جيمس على موقع دبليو دبليو إي (الإنجليزية)
- ميكي جيمس على موقع CageMatch worker (الإنجليزية)
- ميكي جيمس على موقع قاعدة بيانات المصارعة على الإنترنت (الإنجليزية)
- ميكي جيمس على موقع عالم المصارعة على الإنترنت (الإنجليزية)
- ميكي جيمس على موقع عالم المصارعة على الإنترنت (الإنجليزية)